# West Doniphan Township
West Doniphan Township est un ancien township, situé dans le comté de Ripley, dans le Missouri, aux États-Unis,.